# Banda de absorción

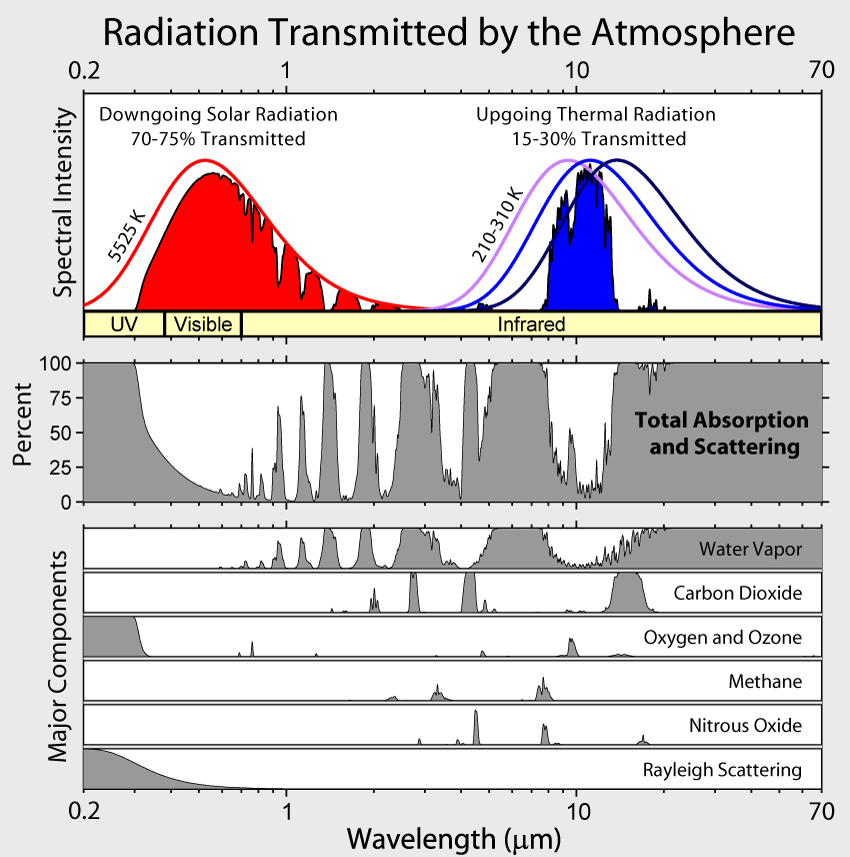
Bandas de absorción en la atmósfera terrestre creadas por los gases de efecto invernadero y los efectos sobre la radiación transmitida

Una banda de absorción es un intervalo de longitudes de onda o, equivalentemente, de frecuencias o de energías. Según la mecánica cuántica, los átomos y las moléculas pueden solamente absorber ciertas cantidades de energía o existir en estados específicos. Cuando dichos quanta de radiación electromagnética son emitidas o absorbidas por un átomo o una molécula, la energía de la radiación cambia el estado del átomo o de la molécula desde un estado inicial a un estado final. El rango de longitud de onda, en el espectro electromagnético, que constituye la banda de absorción es característico de una transición particular desde un estado inicial dado a un estado final en una sustancia dada.

## Visión general

Diagrama esquemático de la absorción electromagnética.

De acuerdo con la mecánica cuántica, los átomos y moléculas solo pueden contener ciertas cantidades definidas de energía, o pueden existir en estados específicos. Cuando la radiación electromagnética es absorbida por un átomo o molécula, la energía de la radiación cambia el estado del átomo o molécula de un desde un estado inicial a un estado final. El número de estados en un rango de energía específico es discreto para los sistemas gaseosos o diluidos, con niveles de energía discretos. Los sistemas condensados, como los líquidos o los sólidos, tienen una continua distribución de densidad de estados y, a menudo, poseen bandas de energía continuas. Para que una sustancia cambie su energía, debe hacerlo en una serie de "pasos" mediante la absorción de un fotón. Este proceso de absorción puede mover una partícula, como un electrón, desde un estado ocupado a un estado vacío o desocupado. También puede mover todo un sistema vibrante o rotante, como una molécula, desde un estado vibracional o rotacional a otro o puede crear una cuasipartícula como un fonón o un plasmón en un sólido.

## Forma de banda y línea

Un espectro de absorción de Mössbauer de ^{57}Fe con líneas muy definidas

Existe una gran variedad de bandas de absorción y formas de línea, y el análisis de la forma de la banda o de la línea se puede utilizar para determinar la información sobre el sistema que la causa. En muchos casos, es conveniente suponer que una línea espectral estrecha es un lorentziano o gaussiano, dependiendo respectivamente del mecanismo de descomposición o de los efectos de la temperatura, como el ensanchamiento Doppler. El análisis de la densidad espectral y las intensidades, el ancho y la forma de las líneas espectrales a veces pueden proporcionar mucha información sobre el sistema observado, como se hace con los espectros de Mössbauer.
En sistemas con un gran número de estados como macromoléculas y grandes sistemas conjugados, los niveles de energía separados no siempre se pueden distinguir en un espectro de absorción. Si se conoce el mecanismo de ensanchamiento de líneas y la forma de la densidad espectral es claramente visible en el espectro, es posible obtener los datos deseados. A veces es suficiente conocer los límites inferiores o superiores de la banda o su posición para un análisis.
Para la materia condensada y los sólidos, la forma de las bandas de absorción a menudo está determinada por las transiciones entre estados en su distribución continua de densidades de estados. Para los cristales, la estructura de la banda electrónica determina la densidad de los estados. En fluidos, vidrios y sólidos amorfos, no existe una correlación de largo alcance y las relaciones de dispersión son isotrópicas. Esto hace que los cálculos de densidad de estados de formas de bandas de absorción sean más fáciles. Para complejos de transferencia de carga y sistemas conjugados, el ancho de banda está determinado por una variedad de factores.

### Transiciones electrónicas
Las transiciones electromagnéticas en átomos, moléculas y materia condensada ocurren principalmente en las partes visible y ultravioleta del espectro. Los electrones centrales de los átomos, así como otros fenómenos, se observan mediante espectrometría de absorción de rayos X. Las transiciones electromagnéticas en el núcleo atómico se observan con la espectroscopía de Mössbauer, que tiene lugar en los rayos gamma del espectro. Los principales factores que causan la ampliación de la línea espectral en una banda de absorción de un sólido molecular son las distribuciones de las energías vibratorias y rotacionales de las moléculas en la muestra (y también las de sus estados excitados).
Para un sólido hecho de moléculas, los factores principales que explican el estiramiento de una línea espectral en una banda de absorción son las distribuciones de las energías de vibración y de rotación de las moléculas de la muestra, así como las de sus estados excitados. Para los cristales sólidos, la forma de las bandas de absorción está determinada por la densidad de estados de los estados iniciales y finales electrónicos o de las vibraciones de la red, llamadas fonones, en la estructura cristalina. En la espectroscopia en fase gaseosa, la estructura fina proporcionada por estos factores puede discernirse, pero en la espectroscopia en estado de solución, las diferencias en los microambientes moleculares amplían aún más la estructura para dar bandas suaves. Las bandas de transición electrónica de las moléculas pueden tener una amplitud de decenas a varios cientos de nanómetros.

### Transiciones de vibración
Las transiciones de vibración y las transiciones de fonón ópticos tienen lugar en la parte infrarroja del espectro, en longitudes de onda entre 1 y 30 micrones.

### Transiciones de rotación
Las transiciones de rotación tienen lugar en las regiones del infrarrojo lejano y de microondas del espectro.

### Otras transiciones
Las bandas de absorción en el dominio radio se observan mediante espectroscopia de RMN. Los intervalos de frecuencias e intensidades están determinados por los momentos magnéticos de los núcleos observados, el campo magnético aplicado y las diferencias en los números de ocupación de los estados magnéticos.

## Aplicaciones
Los materiales con amplias bandas de absorción se están aplicando en pigmentos, tintes y filtros ópticos. El dióxido de titanio, el óxido de zinc y los cromóforos se aplican como absorbentes de rayos UV y reflectores en los filtros solares.

## Bandas de absorción de interés en la física de la atmósfera
En el oxígeno: 
- las bandas de Hopfield, muy fuertes, entre aproximadamente 67 y 100 nanómetros en el ultravioleta (llamadas así por John J. Hopfield);
- un sistema difuso entre 101.9 y 130 nanómetros;
- el continuo Schumann-Runge, muy fuerte, entre 135 y 176 nanómetros;
- las bandas de Schumann-Runge entre 176 y 192.6 nanómetros (nombradas así por Victor Schumann y Carl Runge);
- las bandas de Herzberg entre 240 y 260 nanómetros (nombradas en honor de Gerhard Herzberg);
- las bandas atmosféricas entre 538 y 771 nanómetros en el espectro visible; y
- un sistema en el infrarrojo a unos 1000 nanómetros.

En el ozono:
- las bandas de Hartley entre 200 y 300 nanómetros en el ultravioleta, con un máximo de absorción muy intenso a 255 nanómetros (nombradas por Walter Noel Hartley);
- las bandas de Huggins, absorción baja entre 320 y 360 nanómetros (nombradas en honor a sir William Huggins);
- las bandas de Chappuis (a veces mal escritas en «Chappius»), un sistema difuso y débil entre 375 y 650 nanómetros en el espectro visible (llamadas así por James Chappuis); y
- las bandas de Wulf en el infrarrojo, más allá de 700 nm, centradas en 4.700, 9600 y 14.100 nanómetros, siendo el último valor el más intenso (llamadas así por Oliver R. Wulf).

En el nitrógeno:
- las bandas de Lyman-Birge-Hopfield, a veces conocidas como bandas de Birge-Hopfield, en el ultravioleta lejano: 140-170 nm (nombradas así por Theodore Lyman, Raymond T. Birge y John J. Hopfield).